# Pistius bhadurii
Pistius bhadurii är en spindelart som beskrevs av C.C. Basu 1965. Pistius bhadurii ingår i släktet Pistius och familjen krabbspindlar. Inga underarter finns listade i Catalogue of Life.